# Propaganda negra

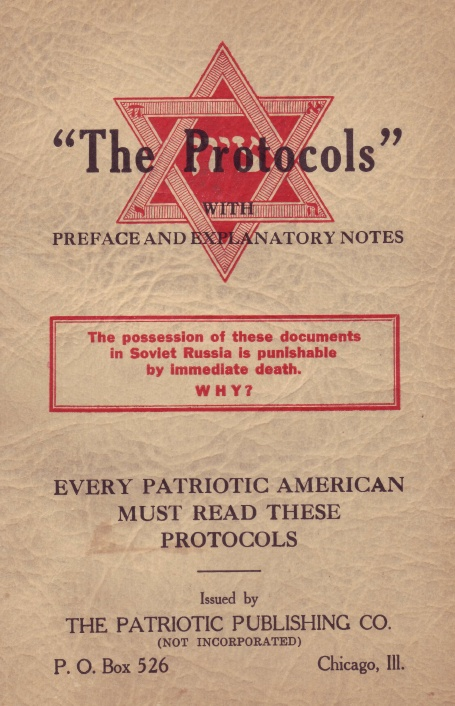
Los Protocolos de los Sabios de Sión (1905), una falsificación antisemita que se presenta como un panfleto de una ficticia conspiración judía internacional,

La propaganda negra es la propaganda de "falsa bandera", en la que su autor firma falsamente con el nombre de su adversario con el fin de difamarlo o tergiversar su naturaleza real.Incluye fuentes de información falsas, falsos hallazgos de evidencias materiales, etc.  
La propaganda negra debe ser analizada contextualmente junto a la propaganda gris, el la cual el emisor no puede ser identificado, y la propaganda blanca, en la que se declara el emisor verdadero, aunque se sigue mintiendo, sesgando, distorsionando y omitiendo detalles en la información bindada. 
La propaganda negra tiende a ser encubierta por su propia naturaleza. Sus objetivos, identidad, significado y las fuentes de origen suelen estar ocultos.  La principal característica de la propaganda negra es que la audiencia no es consciente de que alguien está tratando de influir sobre ellos, y no sienten que están siendo empujados o seducidos a actuar en una dirección o forma determinada.
La propaganda negra pretende provenir de una fuente distinta a la verdadera. Este tipo de propaganda está asociada con la guerra psicológica y las operaciones psicológicas encubiertas y muchas veces utiliza las operaciones de bandera falsa como fuente primaria indirecta, a través de su diseminación y presentación en los medios de comunicación.
A veces la fuente se oculta o se atribuye a una autoridad falsa para difundir mentiras, montajes y engaños, recurriendo a todo tipo de ingeniería creativa. En 1925, Adolf Hitler explicaba en Mi Lucha el uso de la gran mentira por parte del judaísmo internacional, sobre una mentira tan "imposible" o colosal, que nadie creería que se "pudiera tener la desvergüenza de distorsionar la verdad tan infamemente".
El éxito de la propaganda negra reside en que está diseñada para influir sobre las capas sociales más sofisticadas, mejor informadas y capaces de la estructura social. Se basa en la buena voluntad del receptor para aceptar la credibilidad de la fuente. De esta forma se consigue que el receptor, gracias a su prestigio y calidad social, se convierta no sólo en el repetidor y amplificador cualificado de la mentira; sino en el generador de una corriente de opinión que con su acción política termina satisfaciendo los intereses primarios de la fuente de origen.
Si los creadores o los remitentes del mensaje de propaganda negra no entienden adecuadamente a su audiencia, el mensaje puede ser malentendido, parecer sospechoso, o volverse en contra de la fuente.